# Jack Whitehall: Unterwegs mit meinem Vater
Jack Whitehall: Unterwegs mit meinem Vater (Originaltitel: Jack Whitehall: Travels with My Father)  ist eine Mischung aus Reisedokumentation und Comedy, die seit 2017 bei Netflix ausgestrahlt wird. Jack Whitehall und sein Vater Michael Whitehall sind die Protagonisten der Serie und werden auf ihren Reisen zu verschiedenen Orten der Erde von einem Kamerateam begleitet. Die Reise dient dazu, die Vater-Sohn-Beziehung der beiden zu stärken.
Die erste Staffel der Serie wurde am 22. September 2017 auf Netflix veröffentlicht und dokumentiert die Reise der beiden auf ihrem Weg durch Südostasien. Die zweite Staffel und Reise führt die beiden durch Europa und die dritte Staffel in den Westen der Vereinigten Staaten. Die vierte Staffel wurde in Australien gedreht und erschien am 22. September 2020, die fünfte Staffel, die in Großbritannien gedreht wurde, erschien am 14. September 2021.

## Besetzung
- Jack Whitehall
- Michael Whitehall

### Wiederkehrend
- Winston Whitehall
- Hilary Amanda Jane

## Handlung

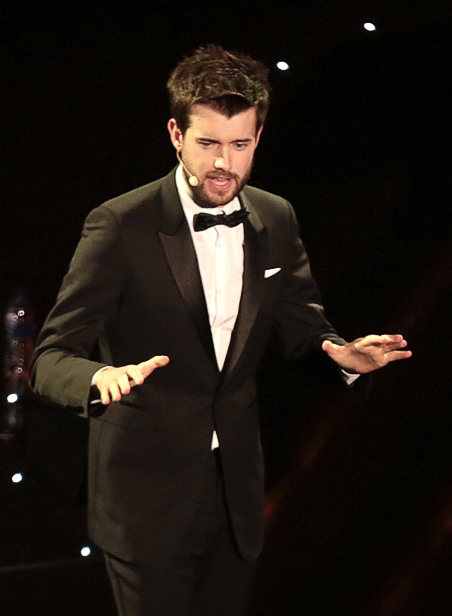
Jack Whitehall

### Staffel 1
Die erste Staffel wurde am 22. September 2017 auf Netflix ausgestrahlt und umfasst sechs Folgen, in denen Jack Whitehall und sein Vater die südostasiatischen Länder Thailand, Kambodscha und Vietnam bereisen. Die Reise beginnt in der thailändischen Hauptstadt Bangkok mit Besuchen verschiedener Sehenswürdigkeiten und Aktivitäten in der Umgebung. Jack Whitehall nimmt an einem Elefantenpolo-Spiel teil und schließt sich einer Parkour-Gruppe an, die verlassene Gebäude in Bangkok erkundet. Später besichtigen Vater und Sohn den Höllengarten von Wang Saen Suk und kaufen sich eine Luk Thep, eine Puppe, die in Thailand wie ein echtes Kind behandelt wird.  Die Puppe bekommt den Namen Winston Whitehall und ist fortan Michaels jüngstes Kind und damit Jacks Bruder auf der weiteren Reise. Auf ihrer Reise gen Süden passieren die beiden im Eastern and Oriental Express den Khwae Yai, den durch den Roman Die Brücke am Kwai berühmt gewordenen Fluss westlich von Bangkok. Im Süden Thailands besuchen sie die Insel Phuket, Ko Panyi, ein auf Holzpfählen errichtetes Fischerdorf, und eine Full Moon Party. Auf dem Weg nach Kambodscha treffen Jack und Michael Whitehall bei einem Zwischenstopp in Bangkok auf den Schauspieler Steven Seagal. In Kambodscha fahren die beiden mit einem Norry nach Battambang, besichtigen Angkor Wat, nehmen an einem Puppentheaterspiel teil und begleiten die NGO Apopo bei ihrer Suche nach Landminen durch abgerichtete Spürratten. Das letzte Land auf ihrer Reise ist Vietnam. Dort besuchen sie Hoi An, das ehemalige französische Urlaubsresort Bà Nà Hills und die Hauptstadt Hanoi. Vor ihrem Rückflug von Bangkok nach Hause lassen sie noch einmal die Reise Revue passieren.

### Staffel 2
Die zweite Staffel mit fünf Folgen wurde am 28. September 2018 ausgestrahlt. Diese beginnt in Deutschland und führt durch Ost- und Südosteuropa in die Türkei. In den bayrischen Alpen besuchen sie Berchtesgaden und den Berghof Obersalzberg, bevor es im Schlafwagen weiter nach Budapest geht. In Ungarn nehmen Jack und sein Vater an einer Bierbike-Tour teil, treffen David Merlini im The House of Houdini-Museum und machen eine Bootstour auf der Donau. Mit einem Campingwagen geht es dann weiter nach Rumänien. In Transsilvanien lassen sie ihre Zukunft von einer Hexe mit Tarotkarten lesen und nehmen an einem traditionellen Maskentanz teil. Bevor es weiter nach Moldau geht, besichtigen sie noch den berühmten Fröhlichen Friedhof in Săpânța. In Moldau trifft Jack seine Lieblingsband vom Eurovision Song Contest, SunStroke Projekt, mit denen er am Abend bei einem Konzert auftritt. Die nächste Station der Reise ist die Ukraine, wo sie zuerst an einem Kraft- und Militärtraining eines Kosakenverbandes teilnehmen. Danach besichtigen sie Tschernobyl und die Geisterstadt Pripyat. In Odessa nehmen sie an der Humorina, eine dem Karneval ähnliche Feier, teil, indem sie dort als Clowns verkleidet in der Parade mitlaufen. Der letzte Teil der Reise bringt die beiden nach Istanbul. Dort dreht sich das Geschehen um Michaels Geburtstag, den Jack vorbereitet hat. Auch Jacks Mutter und Michaels Frau Hilary Amanda Jane wird dafür aus London eingeflogen.

### Staffel 3
Die dritte Staffel wurde am 6. September 2019 in einem neuen Format ausgestrahlt. Statt der bisherigen fünf bis sechs halbstündigen Episoden der ersten beiden Staffeln, wurde auf zwei einstündige Folgen umgestellt. Die Reise führt Jack und seinen Vater in den Westen der USA in die Bundesstaaten Kalifornien und Arizona.

### Staffel 4
Die vierte Staffel mit zwei Folgen wurde am 22. September 2020 ausgestrahlt und begleitet Jack und seinen Vater in Australien.

### Staffel 5
Die fünfte und letzte Staffel erschien am 14. September 2021 bei Netflix und behandelt die letzte Reise der beiden im Vereinigten Königreich.